# Mabel Taylor
Pour les articles homonymes, voir Taylor.
Mabel Taylor est une archère américaine née le 7 décembre 1879 à Cincinnati et morte le 1er juillet 1967 à Chicago. Elle est la sœur de Leonie Taylor.

## Biographie
Aux Jeux olympiques d'été de 1904 se tenant à Saint-Louis, Mabel Taylor est sacrée vice-championne olympique par équipe avec Emma Cooke. Elle se classe cinquième en double columbia round et en double national round.